# Allen-Kurve
Die Allen-Kurve ist eine grafische Repräsentation der Kommunikationstheorie, die die exponentielle Abnahme des Kommunikationsaufkommens von Ingenieuren darstellt, je weiter sie voneinander entfernt sind. Sie wurde in den späten 1970er Jahren von Professor Thomas J. Allen des Massachusetts Institute of Technology entdeckt.
Eine damit in Beziehung stehende und hoch-signifikante Entdeckung Allens war die Identifizierung der Schlüsselrolle sogenannter „Information Gatekeepers“. Häufig wurden solche Gesprächspartner von der Verwaltung übersehen, obwohl sie wichtige Konzepte zwischen genau den richtigen Menschen und genau den anderen richtigen Menschen vermittelten.

## Entdeckung
Während der späten 1970er Jahre untersuchte Allen in einem Projekt, wie sich die Distanz zwischen Ingenieurbüros auf die Häufigkeit der Verwendung technischer Kommunikationsmittel auswirkte. Das Ergebnis dieser Untersuchung ist die heute als Allen-Kurve bekannte Darstellung, die eine starke negative Korrelation zwischen der physischen Distanz und der Kommunikationsfrequenz zwischen Arbeitsplätzen offenbarte. Die Entdeckung zeigte auch eine kritische Distanz von 50 Metern für eine wöchentliche technische Kommunikation auf.
Diese Entdeckung wurde ursprünglich in Allens Buch Managing the Flow of Technology dokumentiert.

## Jüngere Entwicklung
Wegen der schnellen Verbreitung des Internets und dem starken Rückgang von Telekommunikationskosten, wurde in jüngerer Zeit die Beobachtung der Allen-Kurve infrage gestellt. Im von Allen mitverfassten Buch The Organization and Architecture of Innovation untersuchte Allen diese Frage und kommt zu dem Schluss, dass das Gleiche immer noch gilt. Er schreibt:

“For example, rather than finding that the probability of telephone communication increases with distance, as face-to-face probability decays, our data show a decay in the use of all communication media with distance (following a "near-field" rise).”

„Statt, zum Beispiel, herauszufinden, dass die Wahrscheinlichkeit von Kommunikation via Telefon mit zunehmender Distanz ansteigt, da die Wahrscheinlichkeit von Angesicht-zu-Angesicht-Situationen abnimmt, zeigen unsere Daten einen Abfall bei der Verwendungshäufigkeit aller Kommunikationsmedien mit zunehmender Distanz (nach einem Anstieg im „Nahbereich“).“

Er führt weiter aus:

“We do not keep separate sets of people, some of whom we communicate with by one medium and some by another. The more often we see someone face-to-face, the more likely it is that we will also telephone that person or communicate by another medium.”

„Wir leben nicht in verschiedenen Gruppen von Menschen, einige, mit denen wir über ein bestimmtes Medium und einige, mit denen wir über ein anderes kommunizieren. Je öfter wir jemanden von Angesicht zu Angesicht sehen, desto wahrscheinlicher ist es, dass wir diesen Menschen auch anrufen oder über ein anderes Medium mit ihm kommunizieren.“

## Bedeutung
Aufgrund der anerkannt weitreichenden Bedeutung von Kommunikation für Innovation, wurde die Allen-Kurve in der gesamten Management-Literatur zum Thema Innovation zitiert und gelehrt.
In der Geschäftswelt hatte dieses Prinzip einen sehr starken Einfluss in vielen Bereichen, wie in der gewerblichen Architektur (siehe zum Beispiel das Decker Engineering Building in New York, das Steelcase Corporate Development Center in Michigan, das BMW Forschungs- und Innovationszentrum in München und die Gläserne Manufaktur von Volkswagen in Dresden) sowie im Projekt-Management.